# Faliskijščina
Faliskijščina je izumrl jezik antične Italije. Skupaj z latinščino predstavlja latinsko-faliskijsko jezikovno vejo italskih jezikov. Govorilo ga je italsko železnodobno ljudstvo Faliski (lat. Falisci). 

## Zgodovina
Faliski so živeli so v kraju Falerii Veteres (današnja Civita Castellana), na desnem bregu Tibere, severno od Rima in Lacija, na etruščanskem ozemlju. Tesno so bili povezani z Latinci. Ko so Rimljani leta 241 pr. n. št. zavzeli Falerii, so mesto porušili in prebivalce naselili v mestu Falerii Novi. Tam se je hitro udomačila latinščina, vendar je ohranila nekaj posebnosti, ki kažejo na vpliv etruščanskega jezika.

## Napisi
Najstarejši faliskijski napisi so iz 6. stoletja pr. n. št., vendar so za razlago dokaj težavni.
Najbolj znan je napis na vinski čaši iz kraja Falerii Veteres, iz katerega je tudi očitna podobnost faliskijščine z latinščino:
- faliskijsko: foied.uino.pipafo.cra.carefo
- latinsko: hodie vinum bibam, cras carebo
- (slovensko: danes bom pil vino, jutri ga ne bom imel več)